# Alchemilla fissimima
Alchemilla fissimima är en rosväxtart som beskrevs av Robert Buser. Alchemilla fissimima ingår i släktet daggkåpor, och familjen rosväxter. Inga underarter finns listade i Catalogue of Life.